# Registro público
Registro público es una institución establecida con fines de dar publicidad formal a determinados hechos, circunstancias o derechos, que funciona bajo regulación y control de la Administración pública nacional, provincial, local o institucional, que prestan así un servicio en pro de la transparencia jurídica. Los registros públicos se ponen en práctica para sustituir, aunque sea formalmente, a otros medios de publicidad material de hechos y derechos.
La inscripción o registro de comerciantes es obligatorio para toda persona jurídica o administrativa que se dedique a ejercer el comercio.
Los registros públicos se suelen clasificar en dos grandes grupos, o categorías, que se conocen cómo registros jurídicos y registros administrativos. Los primeros (registros jurídicos) son aquellos capaces de crear presunciones jurídicas, ya sean iuris tantum (admiten prueba en contra) o lo sean iuris et de iure (presunciones indestructibles). Los segundos (registros administrativos) únicamente ejercen funciones divulgativas, cognoscitivas o de transparencia.